# 1. rapszódia (Bartók)
Az 1. rapszódiát Bartók Béla – a 4. vonósnégyes befejezése után – 1928-ban szinte egyszerre írta második hegedűrapszódiájával, eredetileg zongorakísérettel. Az 1. rapszódiát 1929-ben gordonka-zongora változatban is feldolgozta. Zenekarra 1929-ben hangszerelte át a műveket. Az 1. rapszódia a népszerűbb, ismertebb darab. Ajánlása Szigeti Józsefnek szól, aki 1929-ben mindkét változatban bemutatta (Berlinben, illetve Königsbergben).
A művet megnyitó Lassú verbunkos-dallama Maros-Torda megyei táncból származik, a Friss Temes megyében gyűjtött román táncdallamokat dolgoz fel, a szilaj mulatság tetőpontjára érve azonban a zeneszerző ismét visszaidézi a Lassú zenei anyagát (egy másik változatban a befejezésnél a Friss elején hallott dallam tér vissza).
Hangszerelési érdekessége, hogy Bartók mindössze ebben a művében szerepelteti a cimbalmot.
A mű elhelyezkedése a műjegyzékekben:
- Hegedű + zongora: Sz. 86
- Hegedű + zenekar: Sz 87

A VV műjegyzékben egy szám (BB 94) alatt van mindkettő.
Tételek:
1. Moderato (Lassú)
2. Allegro moderato (Friss)

## Autográf anyagok

### Fogalmazvány
[több befejezés-változattal, részben a cselló–zzongora verzióhoz – Bartók Péter gyűjteménye: 61VPS1]
- Autográf másolat (2. befejezés; Cadenza breve a 15. oldalon; 12-nél a később kihagyott Allegretto scherzando szakasz) (az eredeti példány lappang; fotokópia a Szigeti József birtokában volt kéziratról: Bartók Péter gyűjteménye: 61VPFC1).
- A Szigeti birtokában volt kézirat fotokópiája, az Universal Edition 9864 elsőkiadás (1929) metszőpéldánya, Bartók kézírásos kiegészítéseivel és autográf pótlásokkal (a hangszerelést előkészítő jegyzetekkel) (Paul Sacher Stiftung Basel)
- Autográf hegedűszólam (Bartók Péter gyűjteménye: 61VFC1)
- Az UE elsőkiadás javított korrektúralevonata (Bartók egyik játszópéldánya) (Bartók Péter gyűjteménye: 61VPFC4)
- Az UE kiadás javított példányai:

1. A csellóváltozat előkészítése (Paul Sacher Stiftung Basel)
2. Bartók játszópéldánya időtartam-adatokkal (ifj. Bartók Béla gyűjteménye)

### Partitúra-fogalmazvány
[befejezés-változatokkal, az Allegretto scherzando szakasszal – Bartók Péter gyűjteménye: 61 TFSS1]
- Autográf partitúra tisztázat, az UE 9858 első kiadás (1931) metszőpéldánya (Paul Sacher Stiftung Basel); a 2. befejezés (Bartók Péter gyűjteménye: 61TFSFC1).
- Az UE elsőkiadású partitúra egy példánya, nem Bartók kézírású javításokkal, a Boosey & Hawkes 16229 kiadás metszőpéldánya (Bartók Péter gyűjteménye: 61TFSFC2).

### A csellószólam fogalmazványa
[és változtatások a zongora szólamhoz – Bartók Péter gyűjteménye: 61TCPFC1]
- A csellószólam javított korrektúralevonata, UE 9866, Bartók és egy előadó bejegyzéseivel (Bartók Archívum, Budapest: BH63).
- Az UE 9866 első kiadás, Bartók játszópéldánya (ifj. Bartók Béla gyűjteménye)